# Clinton (Kentucky)
Clinton – miasto w Stanach Zjednoczonych, w stanie Kentucky, siedziba administracyjna hrabstwa Hickman.